# Joseph Pain
Joseph Marie Pain (Parigi, 4 agosto 1773 – Parigi, 28 novembre 1830) è stato un drammaturgo, poeta e saggista francese.

## Biografia
Joseph Marie Pain è vissuto a Parigi..
Fu membro della Société du Caveau, censore e capo ufficio presso la Prefettura della Senna durante la Seconda Restaurazione; redattore del quotidiano Le Drapeau blanc, noto per essere uno dei pionieri del vaudevillismo, le sue opere teatrali, alcune delle quali ottennero un successo importante, furono rappresentate sui più grandi palcoscenici dell'Ottocento: Théâtre du Vaudeville, Théâtre du Gymnase, Théâtre des Variétés, ecc.

## Opere
- 1792: Saint-Far, ou la Délicatesse de l'amour, commedia in 1 atto, in versi;
- 1794: Les Chouans, ou la Républicaine de Malestroit, con François-Marie-Joseph Riou;
- 1794: Le Naufrage au port, commedia in 1 atto, mista a vaudevilles;
- 1798: Le Roi de pique, commedia in 1 atto e in versi;
- 1798: L'Appartement à louer, commedia in episodi mista a vaudevilles;
- 1799: Le Connaisseur, commedia in 1 atto, mista a vaudevilles;
- 1799: La Marchande de plaisir, vaudeville in 1 atto;
- 1800: Florian, commedia in 1 atto, in prosa, mista a vaudevilles, con Jean-Nicolas Bouilly;
- 1800: Téniers, commedia in 1 atto e in prosa, mista a vaudevilles, con Bouilly;
- 1801: Allez voir Dominique, commedia in 1 atto, mista a vaudevilles;
- 1802: Berquin, ou l'Ami des enfans, commedia in 1 atto, in prosa, mista a vaudevilles, con Bouilly;
- 1802: Le Méléagre champenois, ou la Chasse interrompue, folie-vaudeville in 1 atto;
- 1802: Le Procès, ou la Bibliothèque de Patru, commedia in 1 atto, in prosa, mista a vaudevilles;
- 1803: Fanchon la vielleuse, commedia in 3 atti, mista a vaudeville, con Bouilly, musica di Joseph-Denis Doche;
- 1804: Théophile, ou les Deux Poètes, commedia in 1 atto e in prosa, mista a vaudevilles, con Théophile Marion Dumersan
- 1805: La Belle Marie, commedia-aneddoto in 1 atto, mista a vaudevilles, con Dumersan;
- 1805: Le Portrait du duc, commedia in 3 atti e in prosa, con Ludwig Benedict Franz von Bilderbeck;
- 1806: Brutal, ou Il vaut mieux tard que jamais, vaudeville in 1 atto e in prosa, parodia di Uthal", con Pierre-Ange Vieillard;
- 1806: Point d'adversaire, opéra-comique in 1 atto, musica di Antonio Pacini;
- 1807: Amour et Mystère, ou Lequel est mon cousin?, commedia in 1 atto, mista a vaudevilles;
- 1807: Laurette, opera in un atto, musica di Stanislas Champein;
- 1808: La Chaumière moscovite, vaudeville aneddoto in 1 atto, con Dumersan;
- 1808: Rien de trop, commedia in 1 atto, in prosa, mista a vaudevilles;
- 1809: Benoît ou le Pauvre de Notre Dame, commedia-aneddoto in 2 atti e in prosa, mista a vaudevilles, con Dumersan;
- 1809: Le Roi et le Pèlerin, commedia in 2 atti e in prosa, mista a vaudevilles, con Dumersan;
- 1809: Le Manuscrit déchiré, bagatelle in un atto, in prosa;
- 1810: Le Père d'occasion, commedia in 1 atto, con Vieillard;
- 1810: La Vieillesse de Piron, commedia in 1 atto, in prosa, mista a vaudevilles, con Bouilly;
- 1810: L'Homme de quarante ans, ou Le Rôle de comédie, commedia in 1 atto, mista a vaudevilles;
- 1810: Encore une partie de chasse, ou le Tableau d'histoire, commedia-aneddoto in 1 atto, in versi, con Dumersan;
- 1810: Deux pour un, commedia in 1 atto mista a vaudevilles, con Henri Dupin;
- 1810: Rien de trop ou les Deux Paravents, opéra comique in 1 atto, musica di François-Adrien Boïeldieu;
- 1811: Le Dîner d'emprunt, ou les Lettres de Carnaval, vaudeville in 1 atto, con Dupin;
- 1812: Les Mines de Beaujonc, ou Ils sont sauvés, fatto storico in 3 atti, con distici, con Dumersan;
- 1813: Les Rêveurs éveillés, parade magnetica in 1 atto, mista a vaudevilles, con Vieillard;
- 1816: Le Revenant, ou l'Héritage, commedia-vaudeville in 1 atto, in prosa, con Dupin;
- 1818: La Statue de Henri IV, ou la Fête du Pont-Neuf, tableau sbarazzino in 1 atto, con René de Chazet, Marc-Antoine Madeleine Désaugiers e Michel-Joseph Gentil de Chavagnac;
- 1823: Jenny la bouquetière, opéra-comique, libretto con Bouilly, musica di Louis-Barthélémy Pradher e Charles-Frédéric Kreubé
- 1826: Le Bonhomme, commedia in 1 atto, misto a distici, con Pierre Carmouche e Antoine Simonnin;[4]

## Poesia, memorie e saggi
- Voyage au hasard, 1819
- Poésies de M. Joseph Pain, 1820
- Nouveaux tableaux de Paris, ou Observations sur les mœurs et usages des Parisiens au commencement du Template:XIXe siècle, 2 vols, 1828
- Adieux à l'Aveyron, in Poésies aveyronnaises de Adrien de Séguret, 1844